# Formação tartaruga

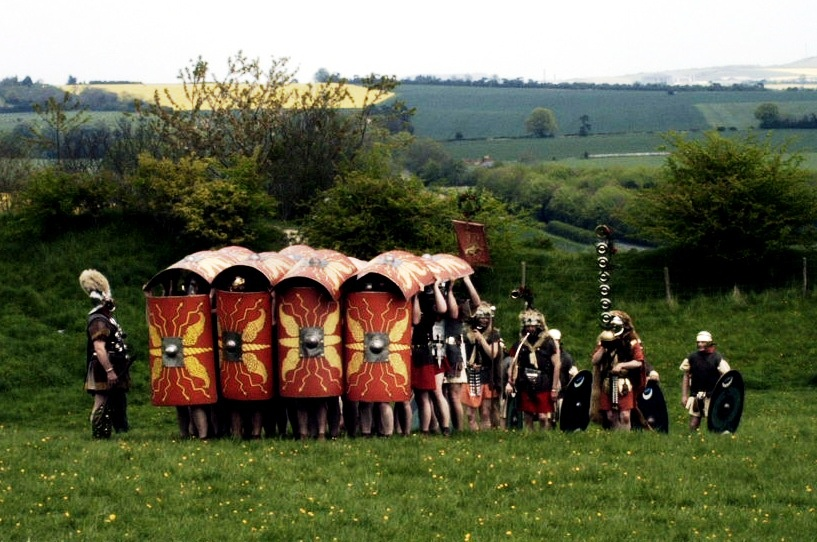
A formação tartaruga.

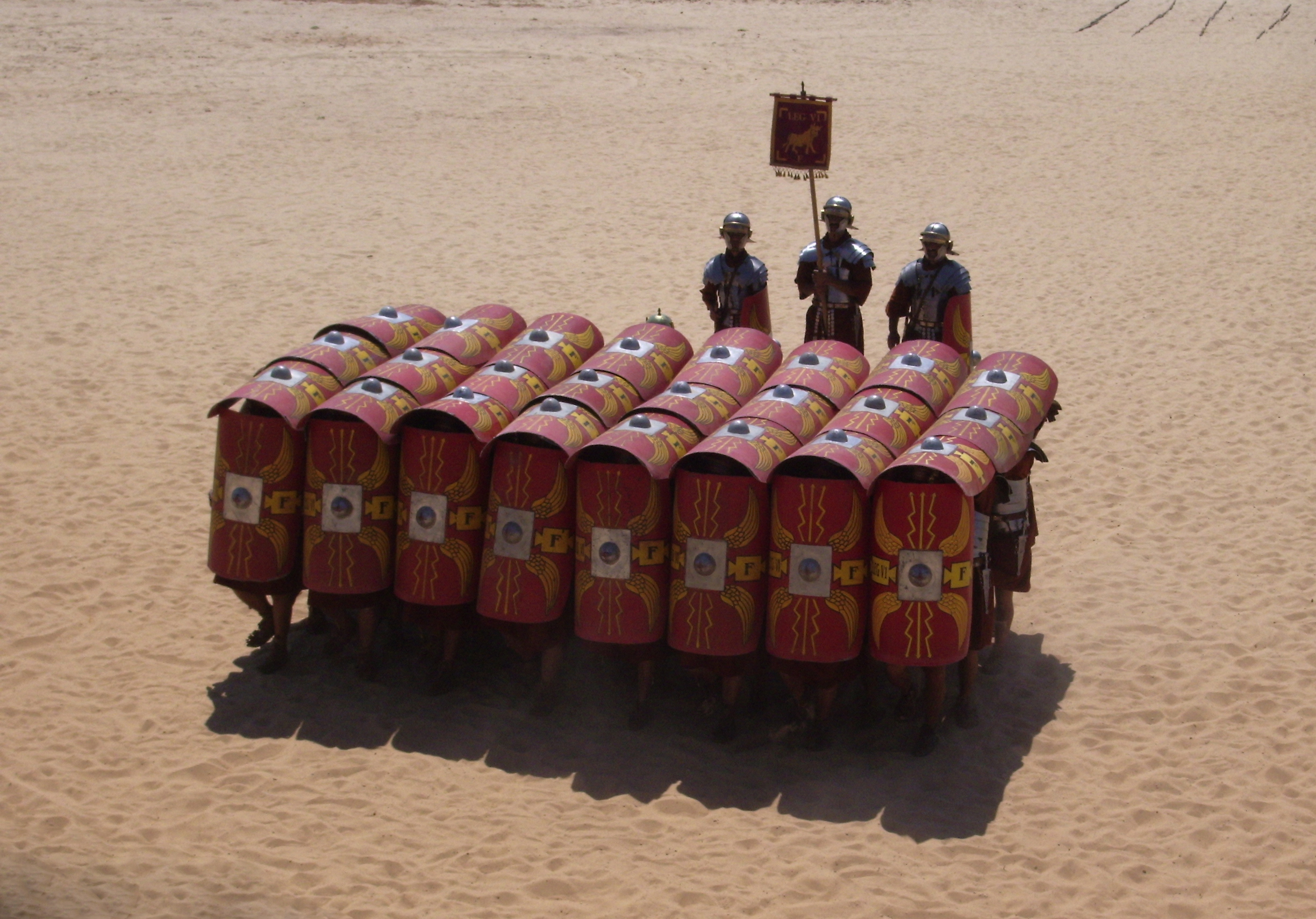
A formação tartaruga em uma reencenação.

A formação tartaruga era utilizada pelos soldados romanos e tinha caráter defensivo. Consistia em dispor os escudos bem juntos uns dos outros formando um teto com eles, visando a proteger os legionários de ataques com projéteis, por cima e pelos lados.
Essa formação tinha pouca mobilidade, porém seu poder defensivo era bastante eficaz[carece de fontes?]. Segundo alguns autores, era fácil realizá-la, já que a formação romana comum era retangular (ou quadrada), e os legionários tinham apenas que se preocupar com a disposição dos escudos, já memorizada.

## Descrição
Na formação Testudo, a primeira fileira de homens, excluindo possivelmente os homens das laterais, segurava seus escudos aproximadamente entre a altura de suas canelas até os seus olhos, para cobrir a frente da formação. Os escudos eram erguidos de tal maneira que eles representavam uma parede de escudos para todos os lados.
Os homens nas fileiras traseiras colocavam seus escudos sobre suas cabeças para proteger a formação por cima, equilibrando os escudos em seus capacetes, sobrepondo-os. Se necessário, os legionários nas laterais e traseira da formação poderiam ficar de lado ou para trás com escudos erguidos como os das linhas de frente, de modo a proteger os lados e a traseira da formação.
Plutarco descreve esta formação como tendo sido usada por Marco Antônio em 36 a.C.:
"Então os porta-escudos voltaram e fecharam as tropas levemente armadas ao redor de duas fileiras, caíram de joelhos e seguraram seus escudos como uma barreira defensiva. Os homens por trás deles seguraram os seus escudos sobre as cabeças da primeira fileira, enquanto a terceira fileira fez o mesmo com a segunda fileira. A forma resultante, que é uma visão notável, parece muito com um telhado, e é a proteção mais segura contra flechas, que só resvalam nela"."
Dião Cássio escreve sobre a testudo ao descrever a campanha de Marco Antônio em 36 a.C. durante sua invasão da Pártia:
"Um dia, quando eles caíram em uma emboscada e foram atacados por uma densa chuva de flechas, eles rapidamente formaram o Testudo unindo seus escudos, e permaneceram com seus joelhos esquerdos no chão. Os bárbaros, que nunca tinham visto nada do tipo antes, pensaram que eles haviam caído em razão dos ferimentos e que precisavam apenas de um golpe final; então eles colocaram seus arcos de lado, desceram de seus cavalos e sacando suas adagas, se aproximaram para dar fim a eles. Nesse momento os Romanos se levantaram, ampliaram sua linha de batalha com uma palavra de comando e enfrentaram os inimigos face a face, caíram sobre eles, cada um sobre o inimigo mais próximo, e derrubaram muitos, já que eles estavam enfrentando com armadura completa homens desprotegidos, homens preparados contra homens foram de sua guarda, infantaria pesada contra arqueiros, Romanos contra bárbaros. Todos os sobreviventes imediatamente se retiraram e ninguém os seguiu depois disso.
Este testudo e a maneira como ele é formado é a seguinte. Os animais de carga, as tropas de armas leves e a cavalaria são colocados no centro do exército. As tropas de armamento pesado que usam os escudos retangulares, curvos e cilíndricos se colocam ao redor do exército, formando uma figura retangular, e, virada para fora e com suas armas em mãos, eles fecham o resto. Os outros que têm escudos lisos, formam um corpo compacto no centro e levantam seus escudos sobre as cabeças de todos os outros, de modo que mais nada, apenas escudos, podem ser vistos em todas as partes, como nas falanges e todos os homens, pela densidade da formação, estão sob o abrigo de projéteis. Na verdade, é tão maravilhosamente forte que os homens podem andar sobre ela e sempre que eles chegam a um desfiladeiro estreito, até mesmo os cavalos e os veículos podem ser conduzidos sobre ele.
Este era o plano de formação e por essa razão recebeu o nome de testudo, como referência à sua força e ao excelente abrigo que proporciona. A formação era usada de duas formas: ou eles se aproximavam de algum forte para tomá-lo, frequentemente possibilitando até que alguns homens escalassem os muros, ou algumas vezes, quando eles estavam cercados por arqueiros, eles se aproximavam – até mesmo os cavalos eram ensinados a se ajoelhar ou deitar – e portanto causavam a impressão ao inimigo de que eles estavam exaustos; então, quando os inimigos se aproximavam, eles se erguiam repentinamente e os aterrorizavam".

## Análise Tática
A formação testudo era usada para proteger os soldados de todos os tipos de projéteis. Podia ser formada por tropas paradas e tropas em marcha. A principal desvantagem para a formação foi a de que, devido à sua densidade, os homens enfrentavam dificuldade em lutar nos combates corpo-a-corpo e também porque como os homens eram obrigados a mover-se em uníssono, a velocidade era sacrificada.
A testudo não era invencível, como Cassius Dio também registra a ocasião em que uma formação Romana de escudos foi derrotada por catafractários Partos e cavaleiros arqueiros na Batalha de Carras:
“Pois se [os legionários] decidiram fechar os escudos com a finalidade de evitar as flechas pela proximidade de sua formação, os [catafractários] avançaram contra eles rapidamente, derrubando alguns, e espalhando os outros; e se ampliaram suas fileiras para evitar isso, eles foram atingidos pelas flechas”.